# Double Door
Double Door är ett duoalbum från 2006 av jazzsaxofonisten Karl-Martin Almqvist och pianisten Mathias Landaeus.

## Låtlista
1. Surroundings (Mathias Landaeus) – 4:31
2. Williamsburg Winter (Mathias Landaeus) – 3:45
3. Lost in Betlehem (Mathias Landaeus) – 3:51
4. Bright Side of Darkman (Karl-Martin Almqvist) – 6:18
5. Spring Can Really Hang You Up the Most (Frances Landeman/Thomas Wolf) – 4:18
6. Mr. Edwards (Karl-Martin Almqvist) – 2:46
7. Mästerverk I (Mathias Landaeus) – 3:18
8. Brief (Mathias Landaeus) – 5:44
9. OD (Karl-Martin Almqvist) – 6:14
10. Two Fellow Freaks (Karl-Martin Almqvist) – 4:29

## Medverkande
- Karl-Martin Almqvist – saxofon
- Mathias Landaeus – piano